# Gniazdo rozszerzeń PlayStation 2

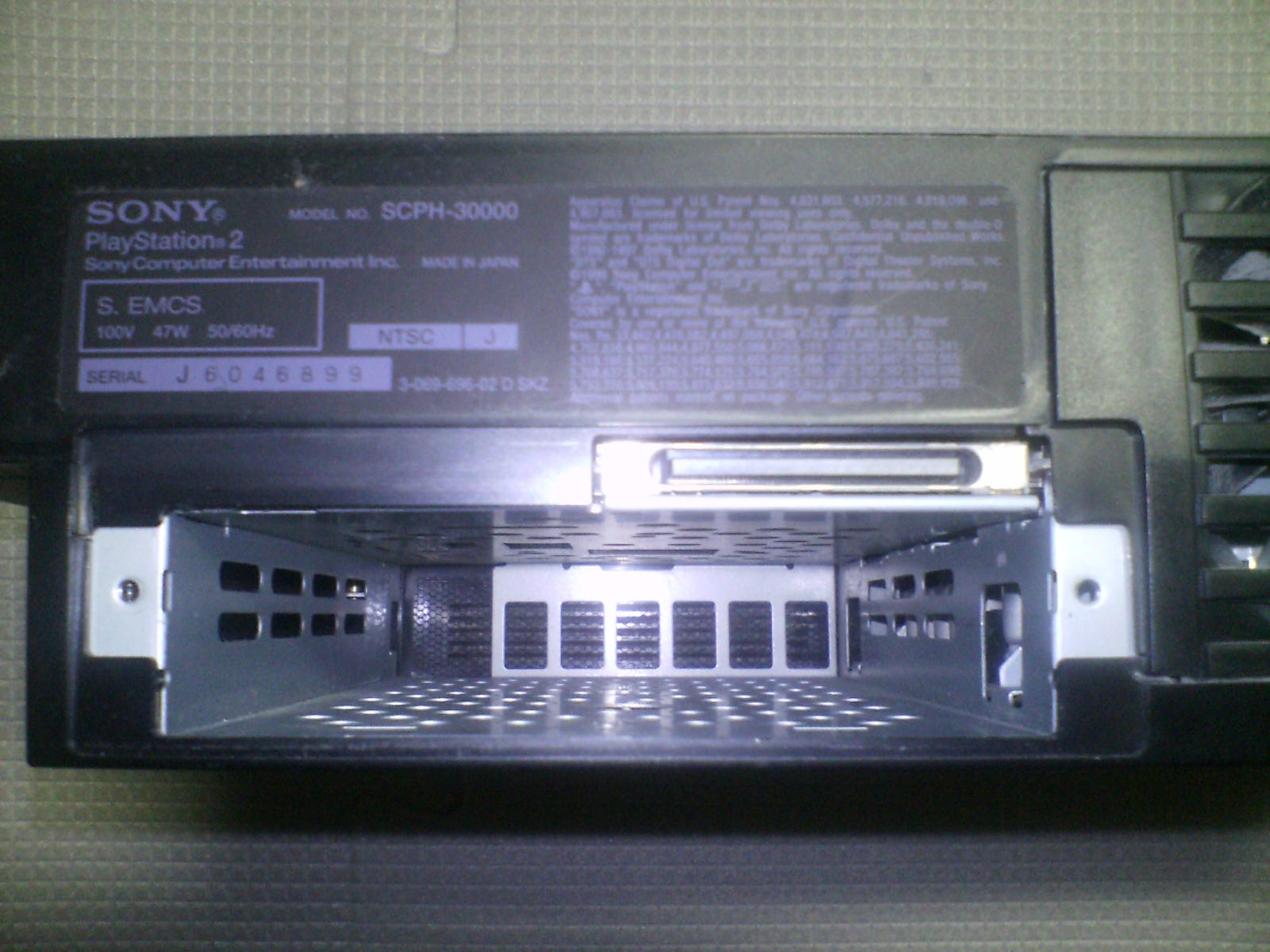
Gniazdo rozszerzeń w modelu SCPH-30000

Gniazdo rozszerzeń PlayStation 2 – 3.5-calowe gniazdo znajdujące się w tylnej ścianie modeli 30000 oraz 50000 konsoli PlayStation 2. W modelach 10000, 15000 oraz 18000 zamiast gniazda 3.5 znajdowało się złącze PCMCIA.
Gniazdo zostało zaprojektowane w celu podłączenia do konsoli zewnętrznego dysku twardego (który jest wykorzystywany przez niektóre gry oraz zestaw Linux Kit) oraz adaptera sieciowego umożliwiającego grę sieciową.
Pojemność oryginalnego dysku dołączonego do zestawu wynosi 40 GB. Do działania wymaga adaptera sieciowego Network Adapter.
Piraci komputerowi wykorzystali możliwość podłączenia dysku twardego do konsoli w celu uruchamiania pirackich kopii gier, za pomocą programu HD Loader, którego autorom Sony wytoczyło proces sądowy. HD Loader przysłużył się także legalnym użytkownikom. Dzięki instalacji oryginalnych gier na dysku konsoli skróceniu ulegają czasy ładowań, a także istnieje możliwość uruchamiania gier z innych regionów.

## Adapter sieciowy

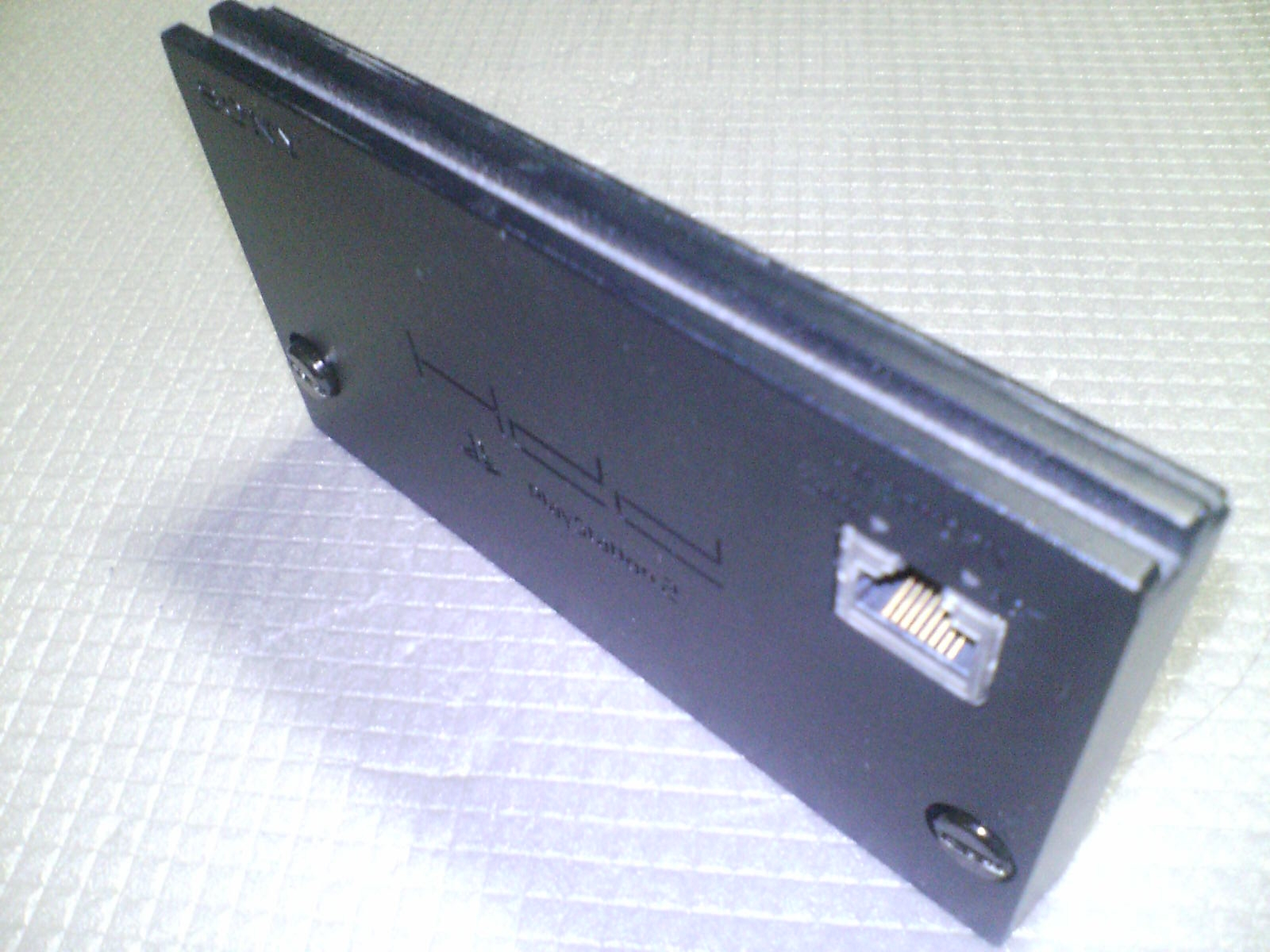
Adapter sieciowy

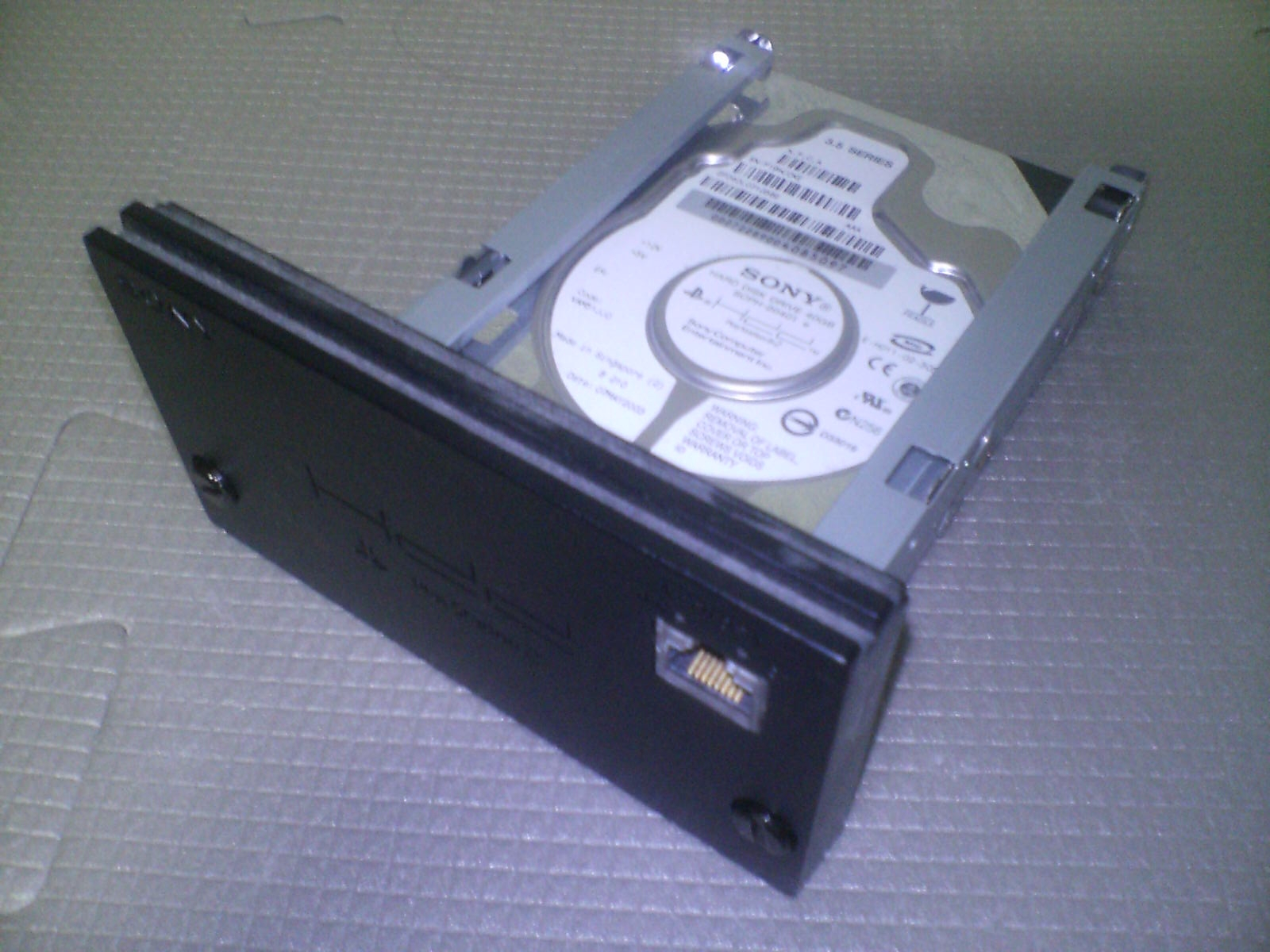
HDD dla PS2 połączony z adapterem sieciowym

Adapter sieciowy (ang. Network Adapter) jest sprzedawany w dwóch wersjach: z modemem telefonicznym (SCPH-10281 w USA) oraz bez (SCPH-10350 w Europie). Obie wersje adaptera sieciowego są wyposażone w port Ethernet i złącze ATA. Adapter sieciowy nie posiada blokady regionalnej dlatego wersja amerykańska może być używana na amerykańskiej jak i europejskiej wersji konsoli PS2 i na odwrót. W przeciwieństwie do NAD (Network Access Disc) który zawiera blokadę regionalną musi być odpowiedni do danej wersji konsoli PS2. Na PS2 można także przeglądać internet za pomocą dołączonego Network Access Disk, lub innej lepszej wersji oprogramowania, która pojawiła się tylko w Japonii.